# رازمیک داوویان
رازمیک نیکوغوسی داوویان (ارمنی: Ռազմիկ Նիկողոսի Դավոյան زاده ۳ ژوئیهٔ ۱۹۴۰ – درگذشتهٔ ۱۱ ژانویهٔ ۲۰۲۲) شاعر و روزنامه‌نگار اهل ارمنستان بود.

## زندگی
در سالِ ۱۹۴۰ در روستای متس پارنی، ارمنستان تولد یافته‌است. در سال ۱۹۵۸ دانشسرای پزشکی شهر لنیناکان را به پایان برد و سپس در سال ۱۹۶۴ از انستیتوی تربیت معلم آبوویان ایروان در رشته زبان و ادبیات فارغ‌التحصیل شد.
در سال‌های ۷۰–۱۹۶۳ عضو هیئت تحریریه روزنامه ادبی بود. در سال‌های ۶۵–۱۹۶۳ نیز بخش پزشکی و انسان‌شناسی ماهنامه «دانش و تکنیک» را اداره کرده‌است. از سال ۱۹۷۵ به بعد منشی مسئول هیئت امنای اعطای جوایز هنری و ادبی جمهوری ارمنستان است.
بین سال‌های ۱۹۹۴ تا ۱۹۹۶ میلادی وی رئیس اتحادیه نویسندگان ارمنستان بود.
آثار رازمیک داوویان که در بیش از ده کتاب منتشر شده به اکثر زبان‌های ملل اتحاد شوروی و دیگر زبان‌های جهان ترجمه شده‌است.
وی در ۱۱ ژانویه ۲۰۲۲ در سن ۸۱ سالگی درگذشت.

## شعری از رازمیک نیکوغوسی داوویان به نام (ترحیم)
باد چهر جهان می‌روبد
تاریکی - با پاره‌های سیاهش، بر درختان فرومی‌نشیند
و گنجشک‌ها - همچو زینت‌های سال نو با سوسوهای کوچک خیره‌کننده در لای برگ‌ها پناه می‌جویند.
ماه از آن بالا بی‌وقفه می‌نگرد:
«چگونه است که با چشمان بسته نیز آنان به هر لحظه بیدارند؟
رودها از چه برهم نمی‌شورند؟
و با آوازهای بی نامشان چه می‌گویند؟
در آب‌های بی‌انتهای اقیانوس‌های دوردست ماهیان به چه می‌اندیشند؟
و سرانجام باد با مراتع خنده‌های سرد، غیبت که می‌گوید؟
شیشه‌ها چه را به طنین در میانه می‌نهند
با حسرت‌های بی‌پناه آواره… ؟»
باد چهر جهان می‌روبد
تاریکی با پاره‌های سیاهش بر درختان خسته بر می‌نشیند
و آفتاب، بزنر پُر زور ابرها، ابرهای آتشین گیسو را به مغاک جهان ترک خورده می‌کشد
وصف‌های دراز مورچگان به تدفین آفتاب خسته می‌روند.
ستارگان برمی‌خیزند تا سنگ‌های گور قربانیان را
زیر و زبر کنند و خاک‌هاشان را بیزند.

## جوایز
- مدال یادبود نخست‌وزیر ارمنستان